# Wolfgang Buchheim
Franz Wolfgang Buchheim (* 18. Oktober 1909 in Leipzig; † 2. Januar 1995 in Freiberg) war ein deutscher Physiker und Hochschullehrer.

## Leben
Buchheim studierte Mathematik und Physik in Leipzig und zeitweise auch in Göttingen. Im Februar 1935 wurde er an der Universität Leipzig zum Dr. phil. promoviert. Er arbeitete anschließend als Forschungsassistent an der Universität Königsberg und war ab 1937 etwas mehr als ein Jahr lang DFG-Stipendiat am I. Physikalischen Institut der Berliner Universität. Ab 1938 arbeitete er als Geophysiker für die Gesellschaft für praktische Lagerstättenforschung, 1944 wirkte er als theoretischer Physiker am Berliner Reichsamt für Bodenforschung.
Im Oktober 1945 ging Wolfgang Buchheim nach Freiberg. Bis 1947 war er Mitarbeiter von Otto Meißer an der Freiberger Filiale des sowjetischen technischen Büros „Buntmetalle“. Am 1. September 1946 wurde er wissenschaftlicher Assistent am Institut für Angewandte Geophysik der Bergakademie Freiberg. Im Mai 1948 habilitierte er sich, und einen Monat später wurde er Dozent für Geophysik. 1950 wurde er zum ordentlichen Professor für Theoretische Physik und Geophysik berufen, 1951 wurde er Institutsdirektor. Nach der Dritten Hochschulreform der DDR im Jahr 1968 wurde er von seiner Funktion als Institutsdirektor entbunden und zum stellvertretenden Sektionsdirektor für Forschung der neu gegründeten Sektion Physik ernannt. Dieses Amt übte er bis 1972 aus. Im Jahr 1975 wurde er emeritiert, allerdings gab er auch danach noch bis in die 1980er Jahre Lehrveranstaltungen an der Bergakademie.
Wolfgang Buchheim starb 1995 in Freiberg. Sein Grab befindet sich auf dem Freiberger Donatsfriedhof.

## Mitgliedschaften und Ehrungen
Er war ab 1959 Mitglied der Sächsischen Akademie der Wissenschaften und ab 1960 der Deutschen Akademie der Naturforscher Leopoldina. 1969 bekam er die Ehrennadel der Bergakademie Freiberg verliehen, 1994 wurde er mit der Wilhelm-Ostwald-Medaille ausgezeichnet.
Am 19. Oktober 2009 wurde aus Anlass seines 100. Geburtstages an der TU Bergakademie Freiberg ein Ehrenkolloquium veranstaltet.

## Veröffentlichungen (Auswahl)
- Beeinflussung des Ramaneffektes von Flüssigkeiten durch zwischenmolekulare Wirkungen (Dissertation, 1935)
- Beiträge zur Theorie der geoelektrischen Aufschlußmethoden (1952)
- Zur Theorie der induzierten galvanischen Polarisation elektrisch aktiver Imprägnationserze (1956)
- Theoretische Grundlagen für die Messung von elektrischem Gesteinswiderstand und Gesteins-D.-K. in Bohrlöchern durch Induktion nach dem Rückwirkungsverfahren (1959)
- Zur Theorie der geoelektrischen Erkundungsmethodik und Systematik der geoelektromagnetischen Effekte (1964)
- Die kopernikanische Wende und die Gravitation (1975)
- Albert Einstein als Wegbereiter nachklassischer Physik (1981)
- Beiträge zur Komplementarität (1983)